# Назаров, Филипп Михайлович
Филипп Михайлович Назаров — русский дипломат, переводчик отдельного Сибирского корпуса, писатель
.
Назаров жил в конце XVIII и начале XIX столетия, служил по Министерству иностранных дел и в 1812 году занимал должность переводчика восточных языков отдельного Сибирского корпуса. В этом году, вследствие убийства русским солдатом одного из возвращавшихся из Санкт-Петербурга на родину кокандских посланников, ожидавших прибытия своего каравана в сибирской Петропавловской крепости, возникла мысль о необходимости отправить в Кокандское ханство посольство, которое объяснило бы истинную причину смерти посланника «в отвращение могущих дойти до Кокандского владения различных толков».
Bo главе посольства был отправлен Назаров, который 16 мая 1813 года отправился в Коканд с Высочайшей грамотой и подарками, в сопровождении оставшихся в живых посланников и отряда казаков. Одновременно с этим в Коканд был отправлен караван из 100 верблюдов, везших много товаров. Отправившись из Омска чрез Петропавловскую степь, Назаров ехал киргизскими землями, тщательно наблюдая жизнь киргизов, их общественный и политический строй, затем через Туркестан, и в первых числах октября прибыл в Коканд.
После исполнения поручения и обмена подарками Назарову было заявлено от имени кокандского владетеля, чтобы отряд, его сопровождавший, возвратился через три дня в Россию, и что сам он будет задержан в Коканде до весны для выяснения истинной причины смерти погибших в России посланников.
В Коканде Назарова задержали около года и лишь 15 октября 1814 года ему удалось вернуться в Петропавловскую крепость в сопровождении кокандских депутатов и каравана, пяти казаков и трёх русских, освобождённых из плена.
В 1821 году «Записки» Назарова были напечатаны в Петербурге на средства графа П. П. Румянцева, под заглавием «Записки о некоторых народах и землях Средней части Азии».

## Публикации
- Назаров Ф. Записки о некоторых народах и землях Средней части Азии. СПб., 1821.
- Назаров Ф. М. Записки о некоторых народах и землях средней части Азии / Предисловие и подготовка текста В. А. Ромодина; примечания В. А. Ромодина и В. А. Урвалова; указатели и карта составлены В. А. Урваловым. Институт народов Азии АН СССР. — М.: Наука, ГРВЛ, 1968. — 80 с. — (Русские путешественники в странах Востока). — 15 000 экз.